# Duane Rousselle
Duane Rousselle (nascido em 28 de abril de 1982) é um psicanalista lacaniano e professor de sociologia.
Seu trabalho faz intervenções em vários campos acadêmicos, incluindo Estudos de Movimento Social, Psicanálise Lacaniana, Sociologia Cultural, Estudos de Gênero e Sexualidade, Estudos Anarquistas e Estética . Seu trabalho tenta introduzir uma alternativa aos discursos acadêmicos que visam produzir corpos de conhecimento consistentes e coerentes (por exemplo, "Discurso Universitário"). Também oferece um contraponto ao que Jacques Lacan chamou de "discurso capitalista".
Ele ajudou a contribuir para o surgimento de um novo campo de investigação acadêmica conhecido como "pós-anarquismo". Ele fundou e edita a revista Anarchist Developments in Cultural Studies.

## Biografia
Duane nasceu em Miramichi, New Brunswick, filho de pais católicos . Ele participou do New Brunswick Community College e se formou com um diploma em Design de Jogos Eletrônicos. Depois de participar de uma greve de fome por admissão, ele foi aceito como Major em Sociologia na Universidade de New Brunswick, em Fredericton. Durante esse primeiro ano de estudos universitários, ele experimentou uma pobreza devastadora, dormindo em bancos de parque. Ele recebeu inúmeros prêmios de prestígio, incluindo a medalha de prata do Tenente Governador de New Brunswick por excelência em bolsa de estudos.
Ele passou a completar um mestrado em Sociologia pela Universidade de New Brunswick antes de ingressar no Programa de Doutoramento em Estudos Culturais da Universidade de Trent, Peterborough (Ontario, Canadá). Durante seu tempo em Peterborough, Ontário, ele se tornou um maçom. Ele recebeu a Medalha de Ouro do Governador Geral do Canadá por sua pesquisa em psicanálise clínica e filosofia continental.
Ele também estudou na European Graduate School em Saas-Fee, Suíça, trabalhando como assistente de Slavoj Zizek e Alain Badiou.

## Vida pessoal
Em 2016, Duane levantou mais de US $ 100.000 para ajudar a reconstruir uma mesquita que foi atacada em um crime de ódio em Peterborough, Ontário. Seus esforços receberam atenção internacional e ele foi convidado para uma reunião privada com o Primeiro Ministro do Canadá, Justin Trudeau. Este foi o tema de um documentário de Matthew Hayes, The Masjid. Duane recebeu várias ameaças de morte neste momento e se escondeu.
Duane se converteu ao Islã para se casar com seu parceiro. Esse relacionamento foi documentado por Colin Boyd Shafer em sua exposição de fotos documentais, Interlove Project. O casamento terminou em divórcio após vários incidentes traumáticos envolvendo a família.
Em 2019, Duane se mudou para Mumbai, na Índia.

## Livros
- Pós-anarquismo: um leitor (Livros de Plutão) [20]
- Após o pós-anarquismo (Repartee Books / LBC) [21]
- Realismo lacaniano: psicanálise política e clínica (Bloomsbury Books) [22]
- Jacques Lacan e a sociologia americana: desconfie da imagem (Palgrave) [23]
- Gênero, sexualidade e subjetividade: uma perspectiva lacaniana sobre identidade, linguagem e teoria queer (Routledge)
- Sobre o amor: psicanálise, religião e sociedade (no prelo)

## Capítulos
- "Jacques Lacan", Enciclopédia Palgrave do Possível[24] (Vlad Glaveanu, Ed.). Palgrave MacMillan. 2019.
- "Imaginário, Simbólico, Real", The Zizek Dictionary[25] (Rex Butler, ed. ) Nova York, NY: AcumenPublishing. pp.   213-6. 2014.
- "Prefácio", pós-anarquismo: um leitor[26] (Sureyya Evren, Duane Rousselle, orgs. ) Londres: Pluto Press.pp. vii-ix. 2011.

## Artigos
- "Ética Islâmica: 'Precisamos chegar a termos comuns",[27] The Philosophical Salon: London Review of Books. [O artigo foi traduzido para o árabe no "Mouminoun Without Borders"[28] um dos mais populares think tanks de língua árabe]
- "O pequeno objetivo da filosofia anarquista"[29] Continental Thought & Theory. Vol 3. No. 1. pp.   285-96. (2019)
- "O amor deve ser reinventado"[30] (trabalho traduzido para Alain Badiou). Teoria e Evento. Vol. 22., No. 4. (2019)
- "Psicanálise lacaniana no século XXI",[31] Discurso psicanalítico. No. 5. (2018)
- "Um retrato de Baudelaire como um 'homem de gênio:' psicose comum na era da modernidade."[32] Psicanálise Lacan. Volume 3. (2017)
- "Reconsiderando os mais recentes movimentos sociais da perspectiva da sociologia lacaniana",[33] Estudos Anarquistas. Vol. 25, n ° 2: 26-45. (2017)
- "Números e coisas: uma contribuição para a teoria dos números na teoria psicanalítica lacaniana", S: Jornal do Círculo para a Crítica da Ideologia Lacaniana. Edição especial: “Capitalismo e psicanálise” (John Holland, Ed.). Vol. 8: 141-72. (2016)
- "Obsessão e política: uma contribuição para a psicanálise política lacaniana",[34] Psicanálise, Cultura e Sociedade. Vol. 21, n ° 4: 348-67. (2016)
- "Sobre a diferença entre psicanálise e psicoterapia",[35] por Jean-Gérard Bursztein. Discurso psicanalítico / Discours Psychoanalytique (PSYAD). Vol. 1, No. 2: 75-6. (2016)
- “Contra o entendimento: casos e comentários em uma chave lacaniana, de Bruce Fink” The Psychoanalytic Review. Vol. 102, n ° 4: 602-4. (2015).
- “Exigindo o impossível” [36] Informação, comunicação e sociedade. Vol. 17, n ° 10: 1304-5. (2014)
- “Sobre os nomes do pai”, intersticial: um diário de cultura e eventos modernos . (Janeiro) Sem paginação. (2014)
- "O triunfo da religião",[37] Intersticial: A Journal of Modern Culture and Events. (Dezembro) Sem paginação. (2013)
- "A Nova Questão Histérica", Umbr (a): Um Diário do Inconsciente. Edição especial sobre o objeto psicanalítico (Joan Copjec, Chris Sylvester, Eds.): 71-88. (2013)
- "Pós-anarquismo e seus críticos" (Duane Rousselle e Saul Newman), Estudos Anarquistas. Vol. 21, n. 2: 74-96. (2013)
- "Pós-pós-anarquismo de Max Stirner",[38] Journal for the Study of Radicalism. Vol. 7, n ° 1: 157-65. (2013)
- "Pós-anarquismo de Georges Bataille",[39] Journal of Political Ideologies. Vol. 17, No. 3: 235-57. (2012)
- "Arrancado das mãos fantasmagóricas, a propriedade do objeto",[40] In Media Res. Edição Especial: “Propriedade Anti-Intelectual” (Kris Coffield, Ed.). Vol. 9, n. 17. não paginado (2012)
- "Poluição pós-moderna",[41] C-Teoria: Teoria, Tecnologia e Cultura. Vol. 35, n. 1-2. Sem paginação. (2012)
- "O que vem depois do pós-anarquismo?"[42] Continental Journal. Vol. 2, n ° 2: 152-154. (2012)
- "Scruples: Rules of Play: A Detanment Lacanian of Scrabble"[43] International Journal of Zizek Studies. Vol. 6, No. 3., Não Paginado. (2012)
- "Symptom or Sinthome?",[44] International Journal of Zizek Studies. Vol. 4, nº 1. Sem paginação. Imprensa sem arbitragem e popular (2010)